# Беспалов Іван Петрович
Іван Петрович Беспалов (нар. 13 серпня 1915, село Тихоновка Ангарського повіту Іркутської губернії, тепер Боханського району Іркутської області, Російська Федерація — 2 листопада 2011, місто Москва) — радянський державний діяч, 1-й секретар Кіровського обласного комітету КПРС, 1-й секретар Кіровського міського комітету КПРС. Кандидат у члени ЦК КПРС у 1971—1976 роках. Член ЦК КПРС у 1976—1986 роках. Депутат Верховної ради РРФСР 7—8-го скликань. Депутат Верховної ради СРСР 9—11-го скликань.

## Життєпис
Народився в селянській родині. У 1931 році закінчив школу фабрично-заводського учнівства.
У 1931—1935 роках — електромонтажник високовольтної підстанції в місті Бєлово, таксувальник «Союзбілшвейзбуту» в місті Топки (тепер Кемеровської області).
У 1935—1941 роках — студент Омського машинобудівного інституту.
У 1941—1951 роках — майстер, старший майстер, заступник начальника цеху, начальник цеху оборонного (машинобудівного) заводу № 38 в місті Омську.
Член ВКП(б) з 1944 року.
У 1947 році заочно закінчив Омський машинобудівний інститут.
З 1951 по 1952 рік навчався в Академії Міністерства авіаційної промисловості СРСР.
У 1952—1961 роках — головний інженер Кіровського машинобудівного заводу імені XX з'їзду КПРС.
У 1961—1964 роках — завідувач відділу Кіровського обласного комітету КПРС.
У 1964—1968 роках — 1-й секретар Кіровського міського комітету КПРС.
У березні 1968 — 26 лютого 1971 року — 2-й секретар Кіровського обласного комітету КПРС.
26 лютого 1971 — 22 березня 1985 року — 1-й секретар Кіровського обласного комітету КПРС.
З березня 1985 року — персональний пенсіонер союзного значення в Москві.
Помер 2 листопада 2011 року. Похований в Москві на Хованському цвинтарі.

## Нагороди
- орден Леніна (30.07.1975)
- орден Жовтневої Революції
- два ордени Трудового Червоного Прапора
- орден Дружби народів
- орден «Знак Пошани»
- медалі